# Илије Думитреску
Илије Думитреску (рум. Ilie Dumitrescu; Букурешт, 6. јануар 1969) бивши је румунски фудбалер и фудбалски тренер.

## Каријера

### Клуб
Поникао је у млађим категоријама фудбалског клуба Стеауа из Букурешта. Сениорску каријеру је започео 1986. године у првом тиму Стеауе у којем је провео осам сезона, одигравши 165 утакмица у првенству. Већину времена које је провео у тиму, био је главна опција у нападу. Током овог периода три пута је освојио титулу шампиона Румуније.
Након тога играо је у иностранству, осим од 1987. до 1998. године када је био позајмљен Олту из Скорничештија. Наступао је за разне клубове у више земаља; у Европи за Тотенхем хотспер, Севиљу, Вест Хем јунајтед, као и за мексичке клубове Америку и Атланте.
Фудбалску каријеру је завршио у Стеауи 1998. године, клубу где је провео своје најбоље играчке године.

### Репрезентација
Године 1989. дебитовао је за Румунију, ушао је у игру као замена на утакмици против Грчке. Думитреску је био у саставу репрезентације на Светском првенству у 1990. године у Италији.
На Светском првенству 1994. године, Думитреску је наступио у свих пет утакмица које је његов тим играо. Био је кључни играч у изненађењу Румуније и победи од 3:2 над претходним финалистом Аргентином. Постигао је два гола и асистирао за трећи гол. Ова победа је омогућила Румунији да игра у четвртфиналу; први пут за румунску репрезентацију. Думитреску је учествовао још на Европском првенству 1996. године и на Светском првенству 1998. године у Француској.
За репрезентацију Румуније наступао је од 1989. до 1998. године, одиграо је 62 утакмице и постигао 20 голова.

### Тренер
Почео је тренерску каријеру убрзо након што је завршио каријеру играча, а 2000. је предводио румунски клуб Оцелул Галаци.
Наставио је да ради са румунским тимовима Брашовом и Бакауом, кипарским Алкијем и Аполоном. Водио је грчки АЕК, Егалео, Акретитос, Калитеу, ПАОК и Пантракикос. Био је селектор румунске омладинске репрезентације.
Током 2010. био је главни тренер Стеауе, то му је било последње место где је радио као тренер.

## Приватно
Думитреску је велики љубитељ уметности и има своју уметничку галерију у Букурешту.

## Трофеји

### Клуб
Стеауа
- Прва лига Румуније: 1989, 1993, 1994.
- Куп Румуније: 1989, 1992.
- Суперкуп Европе: 1986.

### Индивидуални
- Најбољи стрелац румунског првенства: 1993.
- Тренер године у првенству Кипра: 2004.